# Église Saint-Aubin de Tourouvre
L'église Saint-Aubin est une église catholique située à Tourouvre au Perche en France.

## Localisation
L'église est située dans le département français de l'Orne dans la commune de  Tourouvre.

## Historique

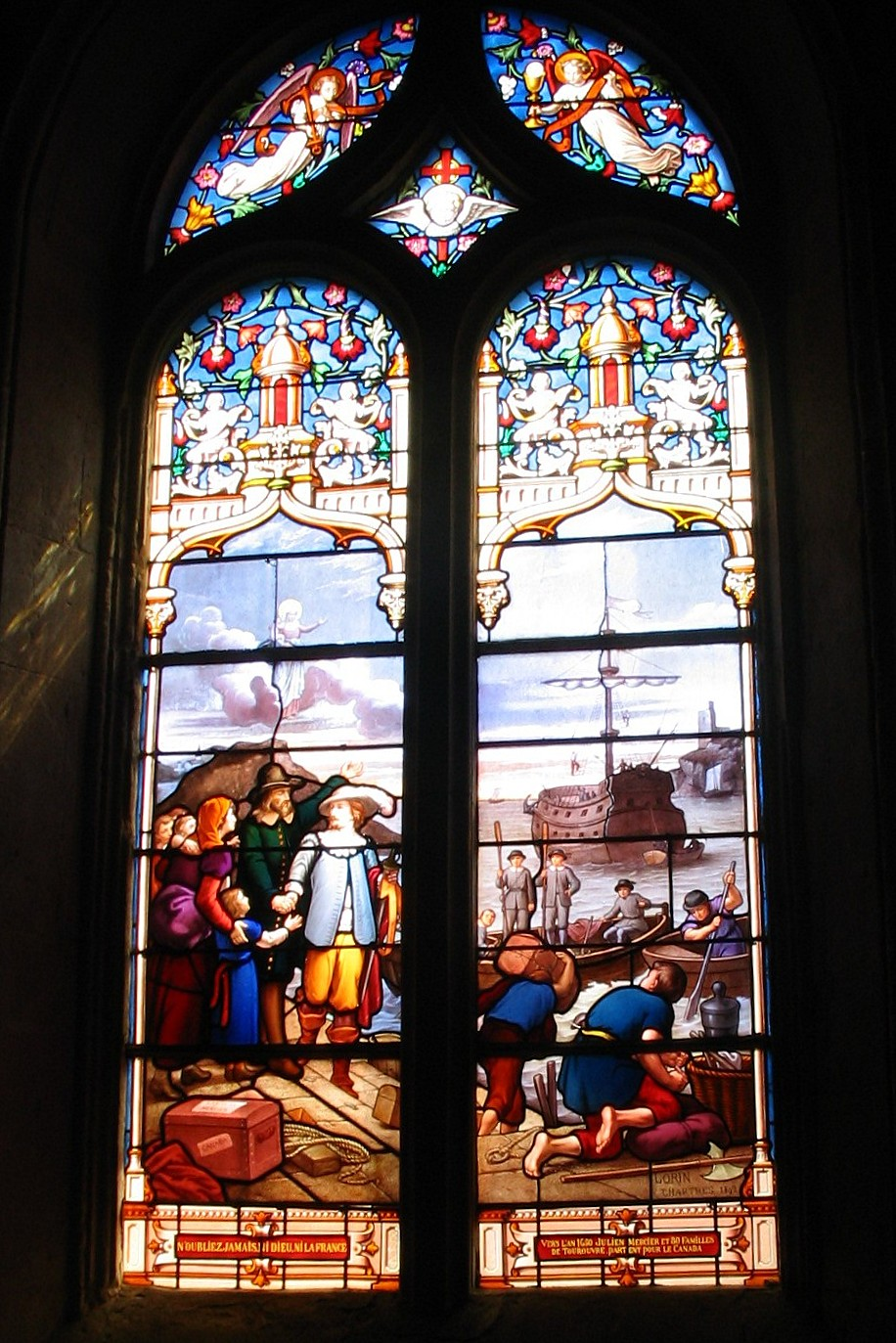
Vitrail relatant le départ de Julien Mercier pour l'Amérique. Il a été installé dans l'église de Tourouvre, financé par un de ses descendants, Honoré Mercier, Premier Ministre du Québec de 1887 à 1891. Signature : « »

L'édifice actuel est daté du XVe siècle, cependant l'édifice conserve des éléments d'époque romane.
Elle fait l'objet de travaux importants aux XVe, XVIe et XVIIe siècles.
La flèche du clocher est renversée par une tempête au début du XVIIIe siècle.
Des vitraux qui évoquent l'émigration percheronne au Canada ont été posés en 1893.
L'édifice est inscrit au titre des monuments historiques le 31 mai 1991.

## Architecture et mobilier

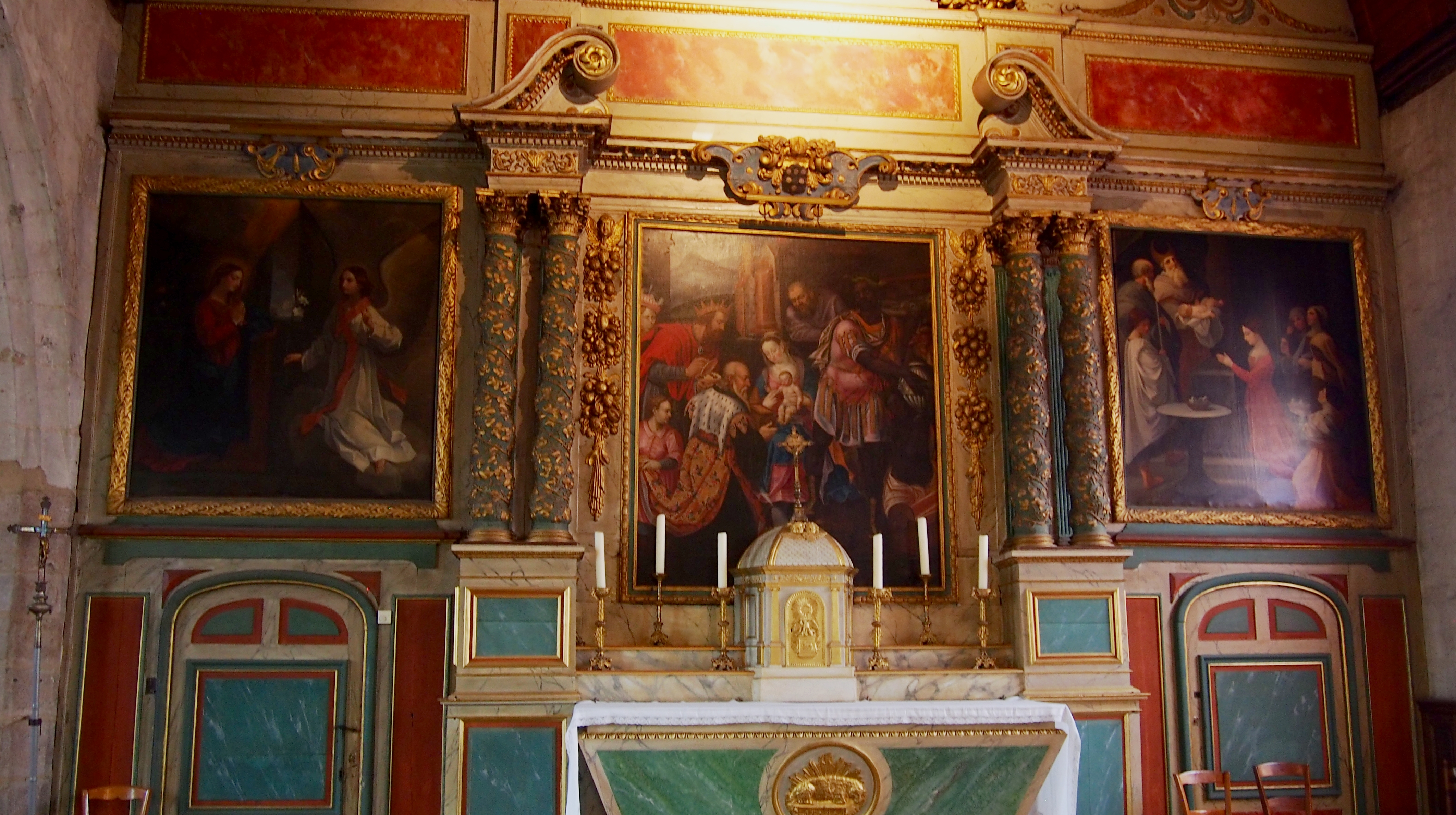
Le maitre-autel.

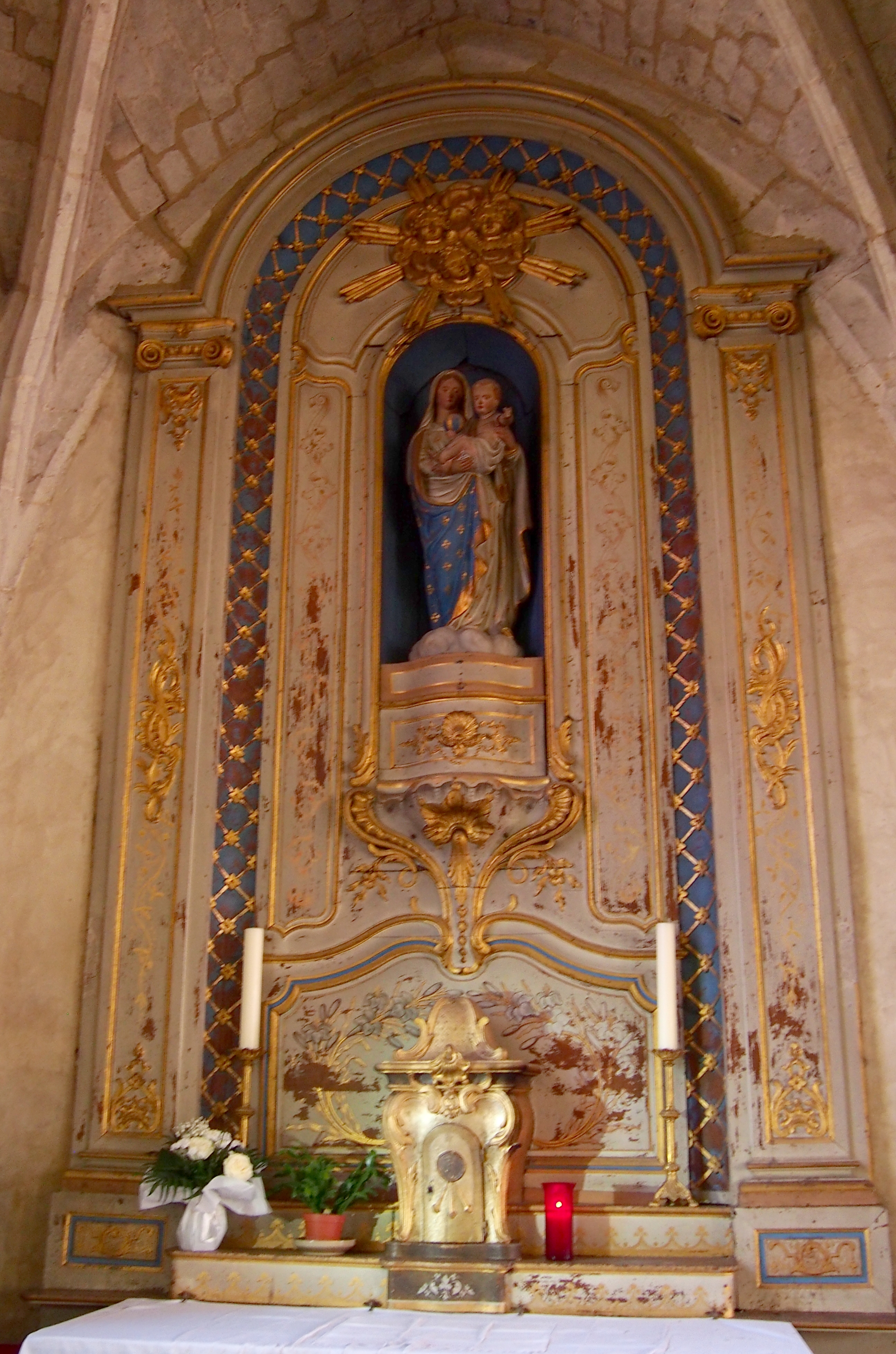
L'autel latéral nord.

Outre les vitraux du XIXe siècle, l'édifice conserve deux vitraux du XVIe siècle.